# Peter Schepull
Peter Schepull (ur. 7 czerwca 1964 w Rapperswil) – szwajcarski piłkarz grający na pozycji obrońcy. W swojej karierze rozegrał 22 mecze i strzelił 1 gola w reprezentacji Szwajcarii.

## Kariera klubowa
Swoją karierę piłkarską Schepull rozpoczął w klubie Grasshoppers Zurych. W 1983 roku awansował do kadry pierwszej drużyny i w sezonie 1983/1984 zadebiutował w niej w pierwszej lidze szwajcarskiej. W debiutanckim sezonie wywalczył z klubem z Zurychu tytuł mistrza Szwajcarii. W Grashoppers grał do końca sezonu 1985/1986.
Latem 1986 roku Schepull przeszedł do drugoligowego FC Zug. Z kolei w 1987 roku został zawodnikiem FC Wettingen. W sezonie 1987/1988 awansował z nim do pierwszej ligi Szwajcarii. W 1990 roku zmienił klub i trafił do Servette FC. W sezonie 1993/1994 został z Servette mistrzem kraju. W 1990 roku zakończył w nim swoją karierę.
| Sezon   | Klub                | Kraj       | Rozgrywki      | Mecze | Bramki |
| ------- | ------------------- | ---------- | -------------- | ----- | ------ |
| 1983/84 | Grasshoppers Zurych | Szwajcaria | Nationalliga A | 14    | 2      |
| 1984/85 | Grasshoppers Zurych | Szwajcaria | Nationalliga A | 13    | 2      |
| 1985/86 | Grasshoppers Zurych | Szwajcaria | Nationalliga A | ?     | ?      |
| 1986/87 | FC Zug              | Szwajcaria | Nationalliga B | 29    | 6      |
| 1987/88 | FC Wettingen        | Szwajcaria | Nationalliga B | 36    | 13     |
| 1988/89 | FC Wettingen        | Szwajcaria | Nationalliga A | 35    | 2      |
| 1989/90 | FC Wettingen        | Szwajcaria | Nationalliga A | 34    | 1      |
| 1990/91 | Servette FC         | Szwajcaria | Nationalliga A | 35    | 4      |
| 1991/92 | Servette FC         | Szwajcaria | Nationalliga A | 34    | 6      |
| 1992/93 | Servette FC         | Szwajcaria | Nationalliga A | 36    | 0      |
| 1993/94 | Servette FC         | Szwajcaria | Nationalliga A | 34    | 0      |
| 1994/95 | Servette FC         | Szwajcaria | Nationalliga A | ?     | ?      |

## Kariera reprezentacyjna
W reprezentacji Szwajcarii Schepull zadebiutował 27 czerwca 1989 roku w przegranym 0:1 meczu eliminacji do MŚ 1990 z Czechosłowacją, rozegranym w Bernie. W swojej karierze grał też w: eliminacjach do Euro 92. Od 1989 do 1992 roku rozegrał w kadrze narodowej 22 mecze i zdobył 1 gola.